# Relaciones Argentina-Marruecos
Relaciones Argentina–Marruecos, se refiere a las relaciones bilaterales entre la República Argentina y el Reino de Marruecos. Argentina reconoció la independencia de Marruecos en 1956. Ambos países establecieron relaciones diplomáticas en 1960. Argentina fue uno de los primeros países en reconocer la independencia de Marruecos en 1956. Argentina tiene una embajada en Rabat. Marruecos tiene una embajada en Buenos Aires.
Ambos países son miembros de pleno derecho del Grupo de los 77.

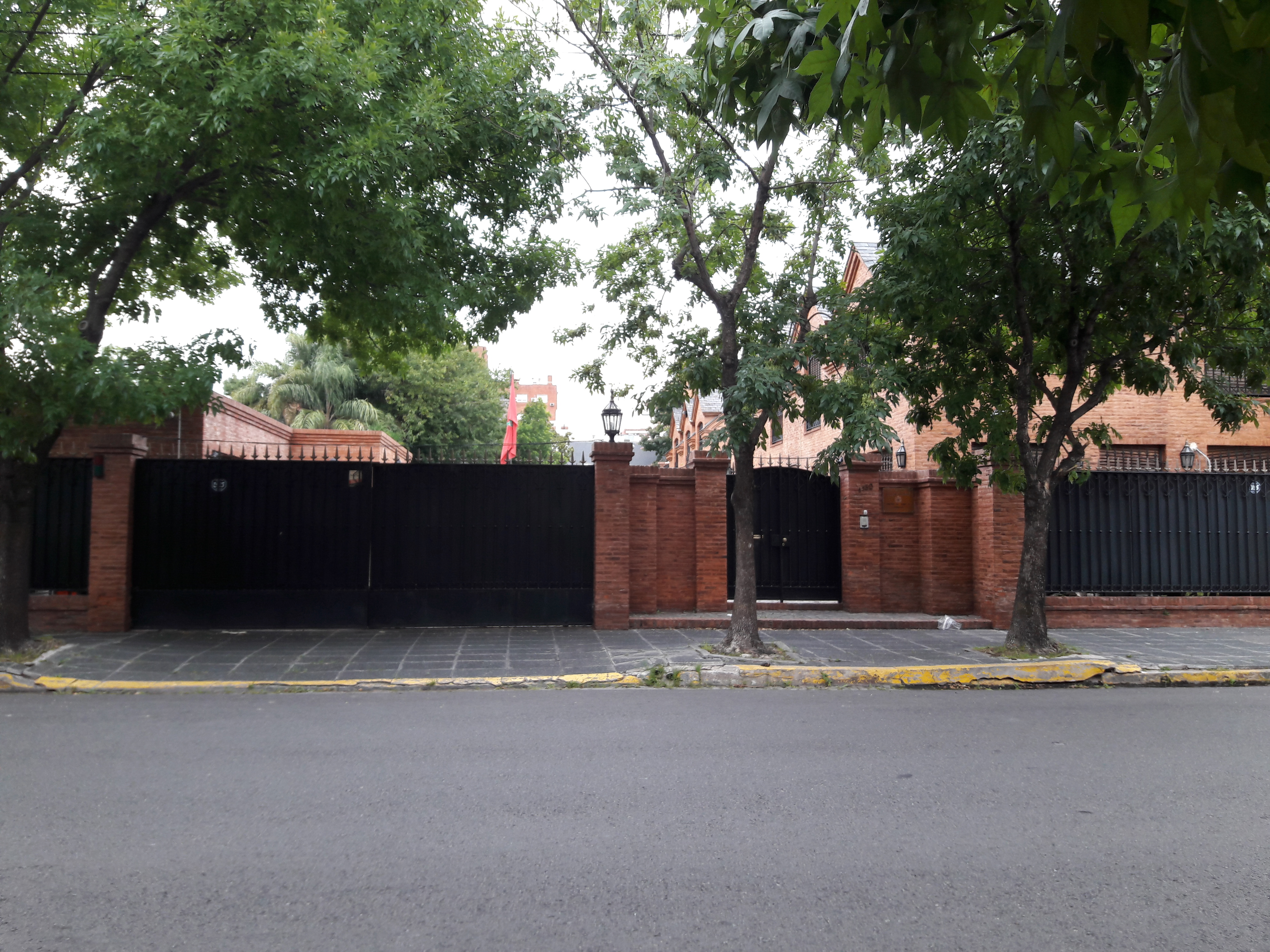
Embajada del Reino de Marruecos en Buenos Aires.

## Cuestión del Sahara Occidental
En el año 2003, el entonces presidente de la Argentina, Eduardo Duhalde, renovó el respaldo de Buenos Aires a la integridad territorial de Marruecos. En esta era de globalización, Argentina no toleraría el separatismo ni la creación de entidades microscópicas, dijo el presidente argentino en una reunión en Buenos Aires con Ahmed Kadiri, vicepresidente de la cámara marroquí de asesores, cámara alta del parlamento.
El embajador argentino en Marruecos, Edgardo Piuzzi, durante el mismo año 2003 dijo que su país no reconoce al Frente Polisario y siempre ha denunciado la situación en los campamentos de Tinduf, en el sureste de Argelia. En una entrevista publicada por el diario marroquí Assahraa Al Maghribia, el diplomático argentino calificó de vergonzosa la detención de prisioneros marroquíes en los campamentos de Tinduf, durante más de veinticinco años, y añadió que la Argentina siempre ha mantenido una postura clara: el Sahara es indudablemente Marroquí.

## Asociación económica
Marruecos y Argentina firmaron en Rabat (2000) tres acuerdos importantes sobre comercio, pesca y cooperación entre el Centro Marroquí de Promoción de Exportaciones (CMPE) y su contraparte argentina. Los documentos fueron rubricados por el ministro de Asuntos Exteriores Mohamed Benaissa y el ministro de Relaciones Exteriores de Argentina durante la ceremonia de clausura celebrada en Rabat. Benaissa señaló que las obras de la comisión fueron exitosas con la adopción de un gran número de proyectos en los sectores de agricultura, pesca, vivienda, urbanismo, energía y minas, industria, equipamiento, turismo, inversión, cultura, educación, investigación científica y vocacional formación.